# Пам'ятник жертвам різанини на Волі
Пам'ятник жертвам різанини на Волі (пол. Pomnik ofiar Rzezi Woli) — пам'ятник на спомин про різанину у Волі — жорстоке масове вбивство мирного населення варшавського району Воля, скоєне німцями на початку Варшавського повстання, з 5 по 12 серпня 1944 року.
Встановлений на невеликій площі, якій 2008 року присвоєно назву Сквер пам'яті, на перетині проспекту Солідарності (Aleja Solidarności) та вулиці Лешно у Варшаві. 
Пам'ятник відкрито 27 листопада 2004 року, у рік 60-ї річниці Варшавського повстання. Його спроєктував скульптор Ришард Стриєцький (у співпраці з архітектором Олафом Хмелевським і скульптором Мечиславом Сипошем). Пам'ятник було споруджено з ініціативи комітету на чолі з Лехославом Олійником та Кшиштофом Тадеушем Зволінським. Його виготовлено з фінського граніту.
У верхній частині західної сторони пам'ятника викарбувано такі слова: «Mieszkańcy Woli zamordowani w 1944 roku podczas Powstania Warszawskiego» («Мешканці Волі, вбиті у 1944 році під час Варшавського повстання»). Нижче подано великий список адрес, де мешкали жертви, та кількість вбитих за кожною адресою.
У верхній частині східної сторони пам'ятника викарбувано такі слова: «Pamięci 50 tysięcy mieszkańców Woli zamordowanych przez Niemców podczas Powstania Warszawskiego 1944 r» («Пам'яті 50 000 мешканців Волі, вбитих німцями під час Варшавського повстання 1944 року»). Зі східного боку пам'ятника на поверхні граніту виконано десять заглибин неправильної форми, які нагадують силуети людей, вишикуваних біля стіни на страту.
Пам'ятник відвідав посол Німеччини в Польщі 1 серпня 2018 року. Посол Рольф Нікель поклав вінок до пам'ятника, віддав шану і сказав: «Ми сповнені болю і сорому і віддаємо їм шану. Нехай вони спочивають з миром.»